# Otter Island (Alaska)
Otter Island ist eine kleine Insel aus der Inselgruppe der Pribilof Islands, nördlich der Aleuten im Beringmeer gelegen. Sie gehört administrativ zum US-Bundesstaat Alaska und ist unbewohnt. Die Otterinsel ist 0,67 km² groß. Die höchste Erhebung der Insel liegt 285 Meter über dem Meeresspiegel.